# Serrure biométrique
Une serrure biométrique est un système de sécurité pour une serrure qui utilise les mesures d'empreinte digitale, de rétine ou de contour des mains pour identifier les personnes ayant accès. Une serrure peut stocker un grand nombre d'empreintes et être couplée à un digicode au cas où les empreintes ne soient pas détectables (brûlures, salissures,traces d'eau).